# Легенда про Дівочу вежу
«Легенда про Дівочу вежу» (азерб. «Qiz qalasi əfsanəsi») — радянський німий фільм 1924 року, режисера Володимира Баллюзека. Відновлений в 2011 році з переформатуванням з німого у звукове кіно.

## Сюжет
Сюжет фільму запозичений з азербайджанської легенди про Дівочу вежу Старе Баку. Хан Самед знаходиться в неспокійному стані через вагітність своєї дружини, яка народила дочку і сама померла при пологах. Хан Самед розлютився на дочку, Гульнару, через те, що народившись, вона погубила найдорожче, що у нього було, дружину і відмовився від неї. Дочка виросла безпритульною, але дуже красивою. Коли Хан Самед знову зустрів Гульнару, його вже чекала красуня, у якій він впізнав свою покійну дружину. Гульнара трагічно гине.

## У ролях
- Софія Жозеффі — Джаваїр / Гюльнар
- Ваграм Папазян — Самед-хан
- Ханафі Терегулов — Ширванський хан
- Ісмахл Ідаятзаде — Зохраб
- Ю. Муромський — Керім
- Ібрагім Азері — візир Самед-хана
- Рза Дараблі — радник
- Кязім Зія — мулла
- О. Заріф'ян — епізод
- Агасадих Герайбейлі — лікар
- Б. Ангарська — епізод
- Алекпер Гусейн-заде — епізод
- Мовсун Санані — епізод
- Георгій Парісашвілі — епізод
- Гаджимамед Кафказли — епізод
- Маджид Шамхалов — епізод
- Рустам Казімов — епізод
- Хейрі Амірзаде — епізод

## Знімальна група
- Автор сценарію: Н. Бреслав-Лур'є
- Режисер-постановник: Володимир Баллюзек
- Оператор-постановник: Володимир Лемке
- Художник-постановник: Володимир Баллюзек
- Художник-гример: Георгій Парісашвілі
- Помічник режисера: Мамед Алілі